# احمضاض الدم العضوي
احمضاض الدم العضوي، ويسمى أيضًا بيلة الحمض العضوي، هو مصطلح يستخدم لتصنيف مجموعة من الاضطرابات الأيضية التي تعيق الأحماض الأمينية من أيض الأحماض، ولا سيما السلسلة المتفرعة من الحمض الأميني، مما تسبب في تراكم الأحماض التي عادة ما تكون غير موجودة.
وتشمل الأحماض الأمينية المتفرعة السلسلة آيسولوسين، لايسين وحمض أميني أساسي. والأحماض العضوية تشير إلى الأحماض الأمينية وبعض الأحماض الدهنية الفردية بالسلاسل التي تتأثربهذه الاضطرابات.
الأنواع الأربعة الرئيسية من احمضاض الدم العضوي هي:احمضاض الدم الميثيل، واحمضاض الدم البروبيونيك، واحمضاض الدم الإيزوفاليريكي، وداء بول شراب القيقب.

## التشخيص والأعراض
وعادة ما يتم تشخيص احمضاض الدم العضوي في مهده، وتتميز إفراز البول كميات غير طبيعية أو أنواع من الأحماض العضوية. عادة ما يتم تشخيصها عن طريق الكشف عن نمط غير طبيعي من الأحماض العضوية في عينة البول التي كتبها الغاز اللوني الكتلة الطيفي. في بعض الظروف، والبول هو دائما غير طبيعي، وفي حالات أخرى المواد مميزة موجودة فقط بشكل متقطع. العديد من احمضاض الدم العضوية قابلة للكشف من قبل فحص حديثي الولادة مع مطياف الكتلة جنبا إلى جنب.
هذه الاضطرابات تختلف في التكهن بها، من التحكم إلى الوفاة، وعادة ما تؤثر على النظام أكثر من جهاز واحد، وخاصة الجهاز العصبي المركزي.
التلف العصبي والتأخر في نمو الأعصابمن العوامل المشتركة في التشخيص، مع الأعراض المرتبطة بها بدءا من التغذية السيئة إلى بطء النمو والخمول والقيء والجفاف وسوء التغذية ونقص السكر في الدم، ونقص التوتر، الحمض الأيضي، الحمض الكيتوني، فرط أمونيا الدم، وإذا تركت دون علاج، والموت.
سبب معظم احمضاض الدم العضوي ينتج عن اضطراب الجينات الصبغية الجسدية المتنحية لمختلف الإنزيمات الهامة لاستقلاب الأحماض الأمينية. ويتسبب الضرر العصبي والنفسي.
قبل هذا ضعف القدرة على تجميع الإنزيم الأساسي المطلوب لكسر حمض أميني معين، أومجموعة من الأحماض الأمينية،مما أدى إلى احمضاض الدم وسمية لأنظمة أجهزة معينة. معظمها جينات صبغية جسدية وراثية متنحية.

## العلاج
العلاج أو إدارة احمضاض الدم العضوية تختلف. لا توجد علاجات فعالة لجميع الشروط، على الرغم من العلاج للبعض قد يتضمن كمية محدودة من البروتين / عالية الكربوهيدرات والسوائل الوريدية، واستبدال الأحماض الأمينية، والفيتامينات التكميلية، كارنيتين (حمض أميني)، إضافة للبناء، وفي بعض الحالات، اطعام بالانبوب.

## روابط خارجية
- GeneReviews/UW/NIH entry on Organic acidemias
- https://web.archive.org/web/20170804005630/http://www.e-imd.org/en/index.phtml